# 栃木県立栃木女子高等学校
栃木県立栃木女子高等学校（とちぎけんりつ とちぎじょしこうとうがっこう）は、栃木県栃木市薗部町にある高等学校。

## 特色
通称は『栃女（とちじょ）』、『栃女高（とちじょこう）』。創立100年を超える伝統校として知られる。校章はトチの木の葉を象徴としたものである。

### 設置課程・学科
- 全日制普通科

### 教育目標
毅然として心優しい女性の育成を目標に掲げている。

### 校歌
女声二部合唱。ソプラノとアルトに分かれている。作詞は神保光太郎、作曲は信時潔による。歌詞は3番まである。校名は歌詞に登場しないが、地域の象徴である「大平」・「巴波」・「栃の木」が登場する。
学校行事の際には主にオーケストラの伴奏とともに歌われる。

### 行事
- 太平山耐久レース - 山道を含む約15kmのコースを走るマラソン大会
- 栃女祭 - 学校祭。2日目が一般公開。
- 修学旅行 - 京都方面。
- その他、太平山遠足、芸術鑑賞会、合唱コンクールや球技大会、栃木高校との共催行事、芸術発表会がある。

### 部活動
運動部
バレーボール・バスケットボール・ダンス・ソフトテニス・ハンドボール・卓球・陸上競技・山岳・剣道・硬式テニス・ソフトボール・サッカー
文化部
文芸・化学・演劇・英語・地球・新聞・放送・軽音楽・JRC・書道・美術・ギターマンドリン・コーラス・オーケストラ・茶道・華道・クッキング・手芸

### 制服
- 夏冬ともに上衣セーラー（白の３本ライン）に、紺のプリーツスカート、紺色のスカーフを胸元で結び、校章を左胸に付ける。
  - 冬:紺色セーラーに白の襟カバー（ワンポイントとして背部左下隅にブルーの校章プリント付き）、カーディガン(ワンポイントとして左肩部にグレーの校章プリント付き)　
  - 夏:白色セーラー（半袖・長袖両タイプあり　ワンポイントとして左肩部にブルーの校章プリント付き）

### 六校会
年2回、県立高校6校の生徒会役員が集まり生徒会の意義や活動等について懇談する会へ参加している。本校を含め5校は固定メンバーで毎回参加し、他1校は5校以外の県立高校から選ばれる。

## 沿革
- 1901年（明治34年） - 下都賀郡立栃木女子高等学校（甲種）として創立
- 1919年（大正8年） - 栃木県栃木高等女学校と改称
- 1922年（大正12年） - 栃木県立栃木高等女学校と改称
- 1948年（昭和23年） - 学制改革により栃木女子高等学校と改称
- 1949年（昭和24年） - 栃木市立女子高等学校[3]を統合
- 1951年（昭和26年） - 栃木県立栃木女子高等学校と改称
- 1975年（昭和50年） - 家政科を普通科に転科
- 2001年（平成13年） - 創立100周年記念式典挙行

## 著名な出身者
- 吉屋信子 - 小説家（旧制栃木高等女学校を卒業）
- 大川秀子 - 栃木市長
- 山口智子 - 女優
- 高村麻代 - フリーアナウンサー
- 青木美枝 - 元アナウンサー
- 柊あおい - 漫画家
- 菊池優 - フリーアナウンサー
- 梨屋アリエ - 小説家
- 半田百合子 - 元女子バレーボール選手
- 日向野知恵 - 女子ブラジリアン柔術家、元プロボクサー
- 雲田はるこ - 漫画家

## その他
- 近くにある太平山の麓には「ファイト、栃女」と書かれた碑がある。

### 最寄駅
- 栃木駅（徒歩10分から15分）

## 参考・外部リンク
- 栃木県立栃木女子高等学校